# Eleccions presidencials de l'Afganistan de 2009
Les eleccions presidencials de l'Afganistan de 2009 foren les segones eleccions presidencials democràtiques sota la Constitució de 2003 i es realitzaren el dijous 20 d'agost. En el mateix dia, els consells provincials també celebraren comicis. Els talibans feren una crida al boicot, justificant que les eleccions eren un "programa dels croats". La Comissió Electoral Independent anuncià que els primers resultats s'oferiran el 25 d'agost, tot i que fins al 17 de setembre no es tindran els oficials.

## Candidats
Es proposaren 41 candidats a la presidència, però tres d'ells es retiraren el dia abans de les eleccions. De la resta de candidats, destacaren l'actual president, Hamid Karzai, l'ex-ministre d'Exteriors, Abdul·là Abdul·là, i el candidat independent Ramazan Bashardost.

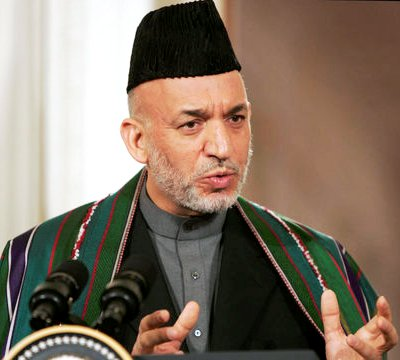
Hamid Karzai (Independent)
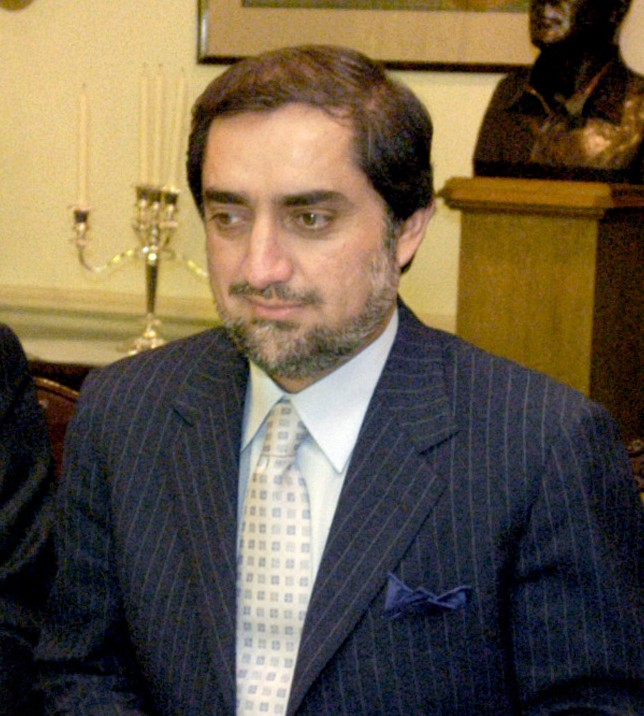
Abdul·là Abdul·là (Front Nacional Unit)

## Incidents
Cinc dies abans de la celebració de les eleccions, un atemptat amb cotxe bomba, conduït per un suïcida, esclatà a escassos metres del quarter general de la ISAF, missió de l'OTAN desplegada al país. L'explosió causà set morts i fou reivindicat pels talibans.
Observadors internacionals de la Unió Europea denunciaren nombroses irregularitats durant els comicis per la forta pressió intimidatòria dels talibans sobre la població afganesa. Constataren la mort d'un total d'onze membres de la Comissió Electoral, així com l'amputació del dit índex de la mà a almenys dos votants de Kandahar.
El Govern afganès, l'OTAN i els Estats Units feren saber, al tancar la jornada electoral, la seva satisfacció pel transcurs dels comicis, malgrat els nombrosos assassinats, atemptats, irregularitats i escassa participació (25-30%).
Ahmad Muslim Juram, portaveu de la Comissió de Queixes, comunicà el diumenge 30 d'agost que de les 2.493 denúncies per frau electoral, 567 són de caràcter greu. Si es confirmessin les sospites, els resultats quedarien anul·lats en aquelles circumscripcions on s'haguessin detectat les irregularitats.

## Resultat provisional
El 25 d'agost, la Comissió Electoral va fer públic els resultats preliminars en els que el candidat a la reelecció Hamid Karzai obtenia el 41% dels vots i, el principal candidat de l'oposició, Abdul·là Abdul·là el 39%. En cas de mantenir-se aquest equilibri de forces, el resultat obligaria a celebrar-se una segona volta.
Quatre dies després, la Comissió va fer saber en roda de premsa a Kabul, un cop escrutat el 35% dels vots, que Karzai obtenia 940.558 vots (46,27%) dels 2.032.734 sufragis vàlids comptabilitzats fins al moment. D'altra banda, Abdul·là, aconseguia 638.924 vots (31,43%), i en tercer lloc se situava Ramazan Bashardost amb 277.404 vots (13,6%).
El 12 de setembre, i amb un escrutini del 95%, es feu públic que Karzai no necessitava una segona ronda per a revalidar la presidència. Segons el recompte, supera la meitat de les paperetes votades i li treu un avantatge de 26 punts a Abdul·là, segon candidat amb més sufragis. Tanmateix, la comissió ha admès que un 2% de les taules no podran ser escrutades perquè s'hi han detectat irregularitats.

## Resultat
El dijous 17 de setembre, la Comissió Electoral anuncià que els resultats oficials proclamaven la reelecció de Hamid Karzai com a President de l'Afganistan, després d'obtenir la majoria absoluta. Segons dades de les autoritats afganeses, Karzai obtingué el 54% dels vots, mentre que Abdul·là aconseguí gairebé el 28%. Tot i així els resultats definitius estan pendents d'una darrera avaluació després de les denúncies de frau electoral. La missió electoral de la Unió Europea constatà la sospita sobre un milió i mig de vots, dels quals el setanta-cinc per cent afavorien a Karzai. La presidència afganesa titllà d'"irresponsables" i "parcials" les declaracions dels enviats especials.